# 月森世菜
月森 世菜（つきもり せいな、1月15日 - ）は、日本のファッションモデル、女優。東京都出身。

## 経歴
2010年代より活動を始め、Instagramフォロワー数16万超え（2024年8月2日現在）。モデル、俳優として海外の広告や映画に出演し、活動を行う。
2024年8月、TC・キャンドラー発表の2024年版「世界で最も美しい顔100人」のひとりに選出。

## 人物
趣味は旅行とインテリア。
特技はデザイン。真っ白なホワイトコーデやインテリアが話題を呼び海外のニュースにもなった。ホワイトコーデはパールアクセサリーと合わせる。
インテリアデザインに興味関心を持っており、自身の部屋を定期的にDIYをする。

## 出演

### 広告
・ロッテ免税店

### イベント
- momo collection（2021年4月10日）[2][3]
- 奈良コレクション2021 ゲスト出演[4][5]
- 奈良コレクション2022 ゲスト出演[4][6][7]
- 盛りかわ♡いいBOOK　トークショー
- ファッションリーダーズ 2022 ゲスト出演

### テレビ
- 超豪華版妖怪ウォッチ第3弾!! 年末特番（テレビ東京）
- はやドキ! 水中撮影 フォトグラファー西川隼矢（2017年11月27日、TBS）[8]
- ZIP!「流行ニュース キテルネ！」（2021年8月10日、日本テレビ）[9]

### CM
- コカ・コーラ 「Coke ON」スタジアム お台場夢大陸
- ハーゲンダッツ 「Häagen-Dazs “＆ Lounge”」『クッキー＆クリーム』25周年記念

### 映画
- 陪安東尼度過漫長歳月（中国語版）

### 雑誌
- BeautyPlus 専属モデル[2]
- BeautyPlus Girls Power -HAWAII- 2019[10]
- 盛りかわ♡いいBOOK（ゴマブックス）[11]
- non-no 2019年1月号（集英社）[2]

### インタビュー
- BABY-G 25th×HELLO KITTY 45th アニバーサリーコラボレーションモデル SANRIO EXPO 2019 インタビュー[12]
- URくらしのカレッジユージと一緒にお部屋をおしゃれにDIY（2021年04月29日）[13]
- モデルプレス パワープッシュ[14]
- モデルプレス インタビュー[15]
- ピュアラモ編集部 インタビュー[16]

### その他
- Facebook Japan×星のドラゴンクエストの共同企画　アンバサダー #星ドラ映えコンテスト[17]